# 高木康嗣
高木 康嗣（たかぎ こうじ、1954年 - ）は東京都生まれの中国武術家。東京都葛飾区在住、太気拳至誠塾柴又本部道場主宰。

## 概要
1954年生まれ。太気至誠拳法の七段教士。太気拳・意拳研究会太気拳至誠塾の塾長。
法政大学　沖縄剛柔流空手道部（主将）の在籍中に欧州へ単身留学をし、当時世界最強と言われたオランダの空手を学ぶ。オランダ・ナショナルチームの一員として欧州各地を転戦。欧州を転戦中に、極真会館の大山倍達館長が「極真空手最強の外国人」と評価していたヤン・カレンバッハより、太気拳の創始者である澤井健一の存在を知らされ紹介を受ける。帰国後は直ちに神宮の森に澤井健一を訪ね太気拳に入門する。その後、数々の他流試合を経験し、1983年2月、太気拳第2次黄金時代の筆頭練士となる。
神宮の森での稽古に参加していた10年間、澤井健一が動きを見せる際は常にその相手をつとめ、直接その動きを目の前で見、手に触れて太気拳を体得する。
澤井が亡くなってからは、意拳の継承者である姚宋勲の子息、姚承光・承栄の両老師を中国北京にたびたび訪ね意拳を学ぶ。澤井より学んだ　脳と神経をつなげるという能力開発を行う次世代武術太気拳は、自分の代で途切れさせてはならない貴重な文化遺産であると後世に伝えのこすために、自らの道場太気拳至誠塾にて後進の指導に励んでいる。

## 著書・監修本・DVD
- 澤井健一の遺産　太気拳で挑む（福昌堂）
- 監修本「中心を求めて」（壮神社）
- DVD「太気拳パーフェクトディフェンス」（株式会社クエスト）